# Autoroute A61 (France)
Pour les articles homonymes, voir A61.
L'autoroute A61 est une autoroute qui constitue la composante est de l'Autoroute des Deux Mers. Elle relie Narbonne (via une jonction sur l'A9) à Toulouse, où elle se raccorde à l'A62 vers Bordeaux, l'A64 vers Bayonne et l'A68 vers Albi par le périphérique de Toulouse.
Payante sur la quasi-totalité de son parcours, elle est exploitée par la société ASF. Elle est à 2 × 2 voies sur plus de la moitié de son parcours. Elle a été élargie à 2 × 3 voies entre Toulouse et l'aire de Port-Lauragais ainsi qu'entre Lézignan-Corbières et la bifurcation avec l'A9.

Une enquête publique se déroulant du 16 avril au 24 mai 2018 concerne son élargissement jusqu'à l'A9.
Radio VINCI Autoroutes (107.7FM) fonctionne sur l'A61 secteur ASF.

## Parcours

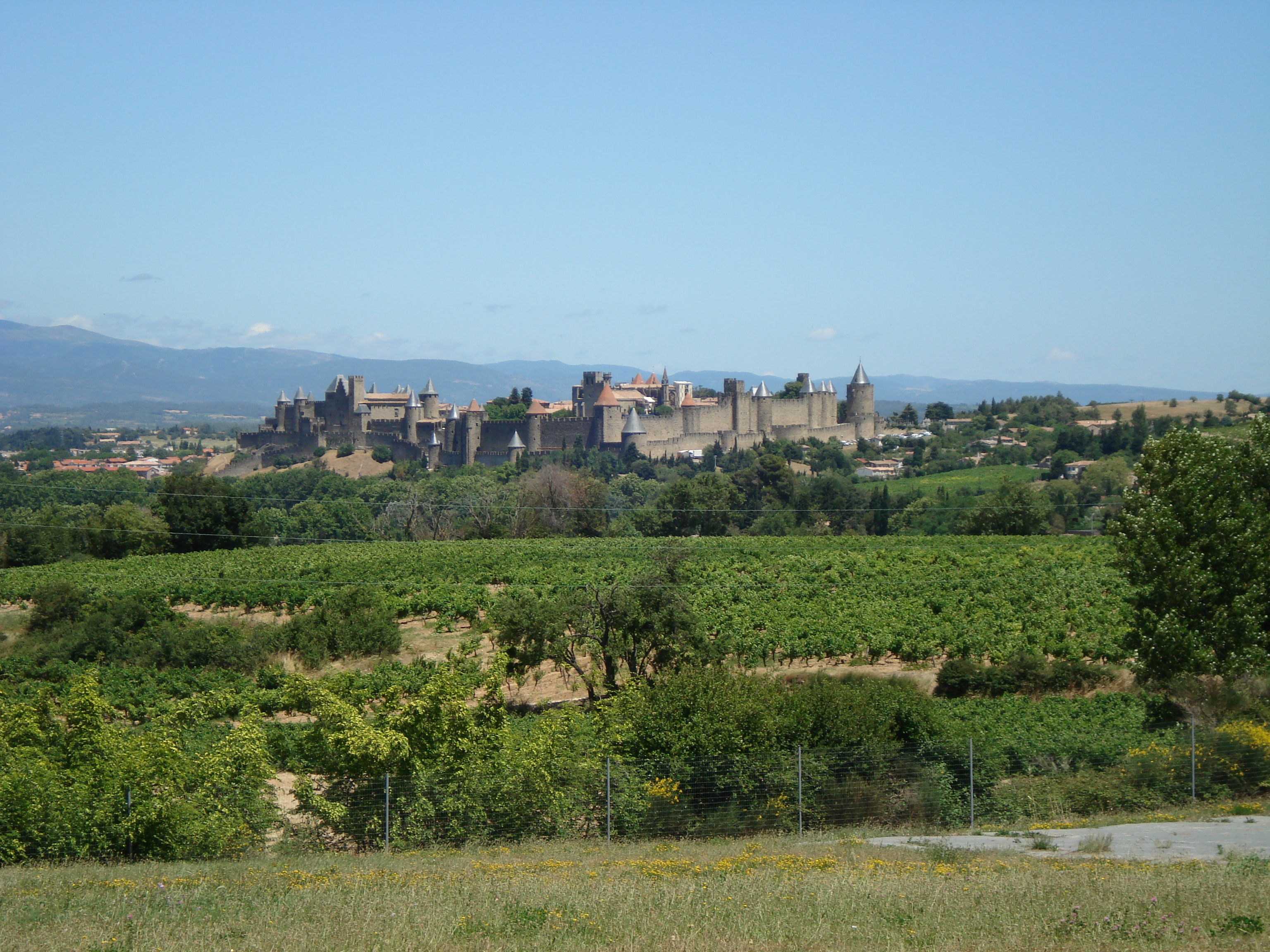
Vue de Carcassonne depuis l'aire du Belvédère De La Cité.

Particularité : Sur les bornes kilométriques figurent le cumul avec le kilométrage de l'autoroute A62, ainsi la première borne kilométrique de l'autoroute est au km 231 et la dernière au km 377 (échangeur A9).

Section concédée à ASF et payante (sauf entre le périphérique de Toulouse).
- Échangeur entre A62, A68 et A61 à 230 km : 
  - A62 : Paris, Montauban (A20), Bordeaux, Agen, Auch
  - A68 : Castres, Albi, Lavaur
  -   Limitation à 90 km/h.
- 15 La Roseraie à 231 km : Toulouse - centre, Jolimont, Lavaur par RD
- 16 Soupetard à 233 km : Toulouse, Balma
- 17 Lasbordes à 235 km : Toulouse - Cité de l'Hers, Castres par RD, Quint-Fonsegrives
- (en projet)[2]  17.1 Cité de l'espace : Cité de l'espace
- 18 Montaudran à 237 km : Toulouse, Saint-Orens-de-Gameville, Revel
- Échangeur entre A61 et A620 (Périphérique Extérieur) +  19 Le Palays (Échangeur du Palays) à 239 km : 
  - Périphérique Extérieur : Tarbes, Lourdes (A64), Foix par RD,  Blagnac, Toulouse - ouest, centre, Pont des Demoiselles
  -  19 : Carcassonne par RD, Labège, Castanet-Tolosan, Ramonville-Saint-Agne, Parc Technologique du Canal

Fin de la partie appartenant au périphérique de Toulouse
- Péage de Toulouse-Sud
  -  Limitation à 130 km/h.
  -  Aire de service de Toulouse-Sud (dans les deux sens)
- 19.1 Montgiscard à 250 km : Castanet-Tolosan, Escalquens, Montgiscard, Baziège, Parcs d'activités Sicoval Sud
  -  Aires de repos d’Ayguesvives (sens  Toulouse-Narbonne),  de Baziège (sens Narbonne-Toulouse)
- Échangeur entre A61 et A66 : Andorre, Foix, Pamiers, Nailloux
- 20 Villefranche-de-Lauragais à 264 km : Auterive, Lavaur, Revel, Villefranche de Lauragais
  -  Aires de repos de Renneville (sens  Toulouse-Narbonne),  de Villefranche-de-Lauragais (sens Narbonne-Toulouse)
  -  Limitation à 110 km/h.
  -  Aire de service de Port-Lauragais (dans les deux sens) (aires accessibles entre elles par un passage routier inférieur à l'autoroute)
  -  Rétrécissement à 2 × 2 voies
  -  Limitation à 130 km/h.

Passage du département de la Haute-Garonne à celui de l'Aude
- 21 Castelnaudary à 288 km : Castres, Mazères, Revel, Castelnaudary
  -  Aires de repos de Mireval (sens  Toulouse-Narbonne),  de Castelnaudary (sens Narbonne-Toulouse)
- 22 Bram à 301 km : Foix, Limoux, Mirepoix, Bram
  -  Aires de repos de Montréal (sens  Toulouse-Narbonne),  de Bram (sens Narbonne-Toulouse)
  -  Aire de service de Carcassonne-Arzens (dans les deux sens)
- 23 Carcassonne - ouest à 319 km : Mazamet, Carcassonne - centre, Z. I., Limoux
  -  Aires de repos du Belvédère de la Cité (sens  Toulouse-Narbonne),  du Belvédère d'Auriac (sens Narbonne-Toulouse)
- 24 Carcassonne - est à 329 km : Carcassonne - centre, La Cité, Trèbes
  -  Aire de service des Corbières (dans les deux sens)
  -  Aires de repos de Fontcouverte (sens  Toulouse-Narbonne),  de La Peyrière (sens Narbonne-Toulouse)
- 25 Lézignan-Corbières à 357 km : Lézignan-Corbières, Fabrezan
  -  Élargissement à 2 × 3 voies
  -  Aire de repos de Bizanet (dans les deux sens)
  -  Aires de repos de Narbonne-Jonquières (sens  Toulouse-Narbonne),  de Pech Loubat (sens Narbonne-Toulouse)
  -  Limitation à 110 km/h.
  -  Limitation à 90 km/h.
- Échangeur entre A61 et A9 à 377 km : Lyon (A7), Béziers (A75), Montpellier, Narbonne, Barcelone, Perpignan.

## Lieux touristiques
- Toulouse (Place du Capitole, Cité de l'Espace)
- Castelnaudary (Cassoulet, canal du midi)
- Bram (village circulaire, canal du midi)
- Carcassonne, cité de Carcassonne
- Corbières (AOC)
- Minervois (AOC)
- Abbaye de Fontfroide : accès par Narbonne-Sud (sortie 38 de l'A9) ou Lézignan (sortie 25)
- Narbonne, à l'issue de l'autoroute
- Canal du Midi : Le canal est parallèle à l'autoroute

## Territoires traversés
Région :
- Occitanie

Départements :
- Haute-Garonne
- Aude

## Lieux sensibles
- Contournement de Carcassonne : fortes pentes (Montagne d'Alaric)
- En arrivant sur Narbonne : fortes pentes
- Péage de Toulouse-sud : des bouchons aux heures de pointe.